# Guido Plante
Guido Plante PIME (ur. 13 sierpnia 1936 w Montrealu, zm. 24 maja 2015) – kanadyjski duchowny katolicki pracujący w Hondurasie, biskup Choluteca w latach 2005−2012.

## Życiorys
Święcenia kapłańskie przyjął 24 grudnia 1961 w zgromadzeniu Misji Zagranicznych. Po studiach w Rzymie został wykładowcą montrealskiego uniwersytetu. Od 1970 pracował w honduraskiej diecezji Choluteca i przez wiele lat był jej wikariuszem generalnym. Był także m.in. rektorem seminarium w Tegucigalpie, wikariuszem i sekretarzem generalnym zgromadzenia oraz krajowym dyrektorem Papieskich Dzieł Misyjnych.
14 grudnia 2004 papież Jan Paweł II mianował go biskupem koadiutorem Choluteca. Sakry biskupiej udzielił mu 2 lutego 2005 kard. Óscar Andrés Rodríguez Maradiaga. 17 grudnia 2005 objął pełnię rządów w diecezji.
13 lipca 2012 przeszedł na emeryturę.
Zmarł 24 maja 2015.